# Máximo V
Máximo V (* Sinope, 1897 – † Suiza,  1 de enero de 1972) fue Patriarca de Constantinopla de 1946 a 1948.
Nombrado Patriarca de Constantinopla el 20 de enero de 1946, según la versión oficial renunció al cargo, por motivos de salud, el 18 de octubre de 1948. La versión extraoficial mantiene que fue obligado a dimitir por sus ideas izquierdistas que le llevaron a un acercamiento con el Patriarca de Moscú que estaba totalmente controlado por el Kremlin.
| Predecesor: Benjamín I | Patriarca de Constantinopla 1946 – 1948 | Sucesor: Atenágoras I |

- Datos: Q527367